# Darkthrone
Darkthrone este o formație de black metal/death metal înființată în 1987 în Kolbotn, Norvegia de către Gylve "Fenriz" Nagell (baterie), Ivar "Zephyrous" Enger (chitară bas) și Anders Risberget (chitară). Formația este notorie pentru crearea termenului True Norwegian Black Metal. Primele trei albume black metal, supranumite Diabolica Treime, sunt printre cele mai influente albume ale acestui gen muzical. 
În peste 25 de ani de existență formația a lansat 15 albume de studio și 3 EP-uri.

## Istoric

### Perioada Death metal (1987-1990)
Inițial formația s-a numit Black Death, genul muzical adoptat fiind death metal. În 1987 formația își schimbă numele în Darkthrone, schimbându-și de asemenea și genul muzical în black metal. În același an se alătură formației Dag Nilsen (chitară bas), urmat un an mai târziu, în 1988, de Ted "Nocturno Culto" Skjellum (vocal). Tot în 1988 Anders Risberget părăsește formația.
Inspirați de formații ca Bathory sau Celtic Frost, Darkthrone lansează între 1988 și 1989 patru demo-uri. În 1990 semnează un contract de patru albume cu Peaceville Records. În ianuarie 1991 are loc lansarea primului material discografic Darkthrone, albumul de debut Soulside Journey. Genul albumului este predominant death metal, dar există și unele elemente black metal.

### Primii ani de Black metal (1991-1994)
În 1991 Darkthrone a adoptat stilul estetic care urma să reprezinte scena black metal, vopsindu-și fețele în alb și folosind pseudonime: Gylve Nagell a devenit "Fenriz", Ted Skjellum a devenit "Nocturno Culto" și Ivar Enger a devenit "Zephyrous". Tot în 1991 Dag Nilsen părăsește formația, dar nu mai înainte de înregistrarea celui de-al doilea album, A Blaze in the Northern Sky, lansat în februarie 1992. Genul albumului este predominant black metal, dar unele elemente death metal încă persistă.
În iunie 1993 a fost lansat cel de-al treilea album, Under a Funeral Moon. Albumul marchează conversia totală a formației la black metal. Acest album a reprezentat și ultimul album pe care apare Zephyrous.
În februarie 1994 a fost lansat cel de-al patrulea album, Transilvanian Hunger (ultimul album din cele trei care ulterior aveau să fie supranumite Diabolica Treime). Acesta a fost primul album Darkthrone înregistrat cu doar doi membri: Fenriz și Nocturno Culto. Formația va rămâne un duo din acest moment. Albumul a stârnit controverse prin faptul că versurile câtorva melodii au fost scrise de către Varg "Count Grishnackh" Vikernes. De asemenea pe coperta spate apare scris Norsk Arisk Black Metal care se traduce prin Black Metal Norvegian Arian, fapt care a dus la acuzații de rasism.
Diabolica Treime, adică trilogia formată din albumele A Blaze in the Northern Sky, Under a Funeral Moon și Transilvanian Hunger, a devenit, în timp, un punct de referință în istoria black metal-ului. Stilul muzical aparent monoton și producția intenționat proastă prezente pe cele trei albume reprezintă caracteristicile esențiale ale black metal-ului norvegian, caracteristici care, de-a lungul timpului, au influențat multe formații.

### Cu Moonfog Productions (1995-2004)

Fenriz (1998)

Acuzațiile de rasism aduse formației au avut ca rezultat întreruperea colaborării dintre Darkthrone și Peaceville Records, aceasta în condițiile în care contractul de patru albume fusese onorat deja. Ca urmare, în 1995 Darkthrone s-a mutat la casa de discuri Moonfog Productions care îi aparținea lui Sigurd "Satyr" Wongraven de la Satyricon.
În iunie 1995 a fost lansat cel de-al cincilea album, Panzerfaust; versurile unei melodii sunt scrise de Count Grishnackh, iar restul de Fenriz. În ianuarie 1996 a fost lansat cel de-al șaselea album, Total Death; este de menționat faptul că albumul conține versuri scrise de patru muzicieni black metal, iar restul de Nocturno Culto.
În 1997 Nocturno Culto s-a distanțat de scena black metal, Fenriz rămânând singurul membru al formației. Un an mai târziu, în 1998, a fost lansată compilația-tribut Darkthrone Holy Darkthrone. Acest tribut muzical a fost realizat de importante formații black metal pentru a celebra 10 ani de la înființarea Darkthrone.
În 1999 duo-ul format din Fenriz și Nocturno Culto s-a reunit, iar în martie 1999 a fost lansat cel de-al șaptelea album, Ravishing Grimness. Doi ani mai târziu, în septembrie 2001, a fost lansat cel de-al optulea album, Plaguewielder.
În martie 2003 a fost lansat cel de-al nouălea album, Hate Them, iar un an mai târziu, în septembrie 2004, a fost lansat cel de-al zecelea album, Sardonic Wrath. Acest album a fost ultimul album cu Moonfog Productions și, de asemenea, ultimul album al cărui gen a fost pur black metal.
Tot în 2004 Fenriz a realizat compilația Fenriz Presents... The Best Of Old-School Black Metal. Compilația reprezintă un tribut adus de Fenriz formațiilor black metal care au inițiat acest gen muzical și, de asemenea, celor care, deși făceau parte din alte genuri, au avut o influență majoră asupra black metal-ului. În același an Nocturno Culto a cântat live împreună cu Satyricon câteva melodii Darkthrone în cadrul festivalului de la Wacken; acest fapt este demn de menționat deoarece Darkthrone cântă extrem de rar live.

### Schimbarea stilului muzical (2005-prezent)
În 2005 Darkthrone întrerupe colaborarea cu Moonfog Productions și semnează din nou cu Peaceville Records. În prealabil Darkthrone își înființase propria casă de discuri, Tyrant Syndicate, o subsidiară Peaceville Records. 
În februarie 2006 a fost lansat cel de-al unsprezecelea album, The Cult Is Alive. Albumul marchează o schimbare radicală a stilului muzical, elementele crust punk fiind evidente. De asemenea este primul album Darkthrone care intră în clasamentul norvegian.
În 2007 a fost lansat EP-ul NWOBHM, un acronim pentru New Wave of BLACK Heavy Metal; NWOBHM înseamnă de fapt New Wave of BRITISH Heavy Metal. Titlul acestui EP este definitoriu pentru stilul muzical abordat în prezent de Darkthrone, adică un amestec de black metal, crust punk, heavy metal și speed metal. În septembrie 2007 a fost lansat cel de-al doisprezecelea album, F.O.A.D., un acronim pentru Fuck Off And Die.
În octombrie 2008 a fost lansat cel de-al treisprezecelea album, Dark Thrones and Black Flags, iar doi ani mai târziu, în martie 2010, a fost lansat cel de-al paisprezecelea album, Circle the Wagons. Aceste albume continuă stilul muzical început cu The Cult Is Alive, dar elementele predominante sunt heavy metal și speed metal.
Ultimele patru albume Darkthrone conțin un puternic mesaj îndreptat împotriva industriei muzicale comerciale, împotriva acelui "sunet de plastic" care acum poate fi obținut foarte ușor datorită producției standardizate. Acesta este de fapt principalul motiv pentru care Darkthrone și-a schimbat stilul muzical, refuzul de a face parte dintr-un trend, oricare ar fi el.
În februarie 2013 a fost lansat cel de-al cincisprezecelea album, The Underground Resistance. Albumul continuă tendința formației de a se distanța de black metal și de a crea muzică inspirată de stilul anilor '80, în special de speed metal-ul celor de la  Motörhead.

## Discografie

### Albume de studio
- Soulside Journey (1991)
- A Blaze in the Northern Sky (1992)
- Under a Funeral Moon (1993)
- Transilvanian Hunger (1994)
- Panzerfaust (1995)
- Total Death (1996)
- Ravishing Grimness (1999)
- Plaguewielder (2001)
- Hate Them (2003)
- Sardonic Wrath (2004)
- The Cult Is Alive (2006)
- F.O.A.D. (2007)
- Dark Thrones and Black Flags (2008)
- Circle the Wagons (2010)
- The Underground Resistance (2013)
- Arctic Thunder (2016)
- Old Star (2019)
- Eternal Hails...... (2021)
- Astral Fortress (2022)

### EP-uri
- Under Beskyttelse av Mørke (2005)
- Too Old Too Cold (2006)
- NWOBHM (2007)

### Demo-uri / Single-uri
- Land of Frost (Demo) (1988)
- A New Dimension (Demo) (1988)
- Thulcandra (Demo) (1989)
- Cromlech (Demo) (1989)
- Goatlord (Demo) (1996)
- Forebyggende Krig (Single) (2006)

### Compilații
- Preparing for War (2000)
- Preparing for War (Special Edition) (2005)
- Frostland Tapes (2008)
- Sempiternal Past - The Darkthrone Demos (2011)

## Video
membrii Darkthrone au apărut în câteva documentare
- Norsk Rocks Historie (2003)
- Once Upon A Time In Norway (2007)
- Until The Light Takes Us (2008)

### Videoclipuri
- Too Old Too Cold (2006)
- Lesser Men (2013)

## Membrii formației

### Membri actuali
- Fenriz (Gylve Nagell) - baterie, chitară, chitară bas, versuri (1986 - prezent)
- Nocturno Culto (Ted Skjellum) - vocal, chitară, chitară bas (1988 - prezent)

### Foști membri
- Zephyrous (Ivar Enger) - chitară (1986 - 1993)
- Anders Risberget - chitară (1986 - 1988)
- Dag Nilsen - chitară bas (1987 - 1991)